# 스크리브너
스크리브너(Scrivener)는 작가를 위해 디자인 된 워드 프로세서겸 아웃라이너 프로그램이다. 스크리브너는 도큐먼트, 노트 그리고 메타데이터를 관리할 수 있는 체계를 제공하며, 사용자는 이를 이용해 노트, 구상, 조사한 문건들, 전체 도큐먼트, 참고 문헌(서식 있는 텍스트 포맷, 그림, 소리, 비디오, 웹 페이지 등)에 간편하게 접근할 수 있다. 또한 스크리브너는 대본, 소설, 원고를 위한 원형을 제공하고 있다. 스크리브너에서 글을 다 작성한후, 사용자는 일반적인 워드 프로세서나 TeX 등 다른 프로그램으로 옮길 수 있다.
스크리브너는 Keith Blount가 개발하였으며 계속 운영하고 있다. 스크리브너는 "장편 소설"을 쓰기 위해 아이디어라든가 조사한 항목들을 남기기 위해서 만들어졌다.

## 같이 보기
- 캘리버
- 문서 편집기 목록
- 시길 (응용 프로그램)